# Togoland occidentale
Il Togoland Occidentale (in inglese: Western Togoland, in francese: Togoland de l'Ouest) è un territorio separatista della Repubblica del Ghana (de jure).
Il 25 settembre 2020 i separatisti si sono dichiarati indipendenti dalla Repubblica del Ghana. Il Togoland Occidentale è membro dell'Organizzazione delle Nazioni e dei Popoli Non Rappresentati ed è rappresentato dal Homeland Study Group Foundation.
Il suo territorio è l'equivalente dell'ex Togoland britannico.

## Società

### Dati demografici
Circa 4 milioni di persone vivono nel Togoland Occidentale.
Le religioni maggiori sono il Cristianesimo e l'Islam.

### Lingua
Le lingue ufficiali del Togoland Occidentale sono l'inglese e il francese. Sono diffuse anche l'ewe ed il  dangme.